# Lonchocarpus minimiflorus
Lonchocarpus minimiflorus är en ärtväxtart som beskrevs av John Donnell Smith. Lonchocarpus minimiflorus ingår i släktet Lonchocarpus och familjen ärtväxter. IUCN kategoriserar arten globalt som livskraftig. Inga underarter finns listade i Catalogue of Life.